# 타티야나 코스트로미나
타티야나 코스트로미나(Tatyana Kostromina, 1973년 ~ )는 벨라루스 고멜 출신으로 벨라루스의 탁구 선수다. 2006년 독일 브레멘 세계선수권대회에서 단체 동메달을 획득하였다.